# Mitochondriální Eva
Mitochondriální Eva je označení pro ženu, která je v mateřské linii společným předkem všech dnes žijících lidí. Její mitochondriální DNA (mtDNA) se totiž postupným děděním z matky na další potomstvo v průběhu stovek tisíc let rozšířila mezi veškerou současnou lidskou populaci: každá jednotlivá mtDNA kterékoliv žijící osoby je odvozena od její. Mitochondriální Eva je ženským protějškem Adama chromozómu Y, tedy posledního společného předka v otcovské linii, přestože každý z nich žil v jiné době.
Předpokládá se, že žila zhruba před 140 000 lety v místech dnešní Etiopie, Keni nebo Tanzanie. Tento odhad vychází z výpočtů pomocí molekulárních hodin s využitím korelace uplynulého času od zjištěných genetických odchylek.
Mitochondriální Eva je posledním společným předkem všech lidí, jež spojuje mitochondriální DNA. Nejedná se tedy o posledního společného předka celého lidstva. Kterýkoliv člověk může dohledat pojítko k poslednímu společnému předkovi přes některého ze svých rodičů, avšak k mitochondriální Evě vede cesta jedině přes mateřskou linii. Z toho vyplývá, že žila mnohem dříve, než poslední společný předek celého lidstva.
Mitochondriální Eva i Adam chromozómu Y byli součástí velké populace, avšak každý v jiné době. Potomci některých jejich vrstevníků se současné doby nedožili, potomci jiných jsou předky všech dnes žijících lidí. Žádný z vrstevníků mitochondriální Evy nebo Adama chromozómu Y nemohl být posledním společným předkem byť i jen malé skupiny dnes žijících lidí, protože oba žili dlouho před bodem identických předků.

## Mateřská linie
Mitochondriální Eva je posledním společným předkem všech lidí, jež spojuje mitochondriální DNA. Jinými slovy, jde o společného předka nalezeného tak, že se zpětně zjišťuje původ všech žijících lidí, avšak pouze v mateřské linii. Linie mitochondriální DNA odpovídá mateřské linii, protože mitochondriální DNA je přenášena pouze z matky na její potomky, nikdy ne z otce.
Jednou z cest k nalezení mitochondriální Evy by bylo postupné zjišťování předků všech dnes žijících lidí. Individuální mateřské linie budou v takových případech, kdy jedna či více žen mají jedinou společnou matku, časem splývat. Dalším posunem zpět se bude počet mateřských linií snižovat až zůstane jediná. Tou je poslední společný předek v mateřské linii všech dnes žijících lidí, tj. mitochondriální Eva.
Jiným přístupem je sledování rodových linií všech vrstevnic mitochondriální Evy. Některé z těchto žen mohly zemřít bezdětné. Jiné zplodily pouze mužské potomstvo. Zbylé, které porodily alespoň jednu dceru, tvořily postupnou linii. Dle stejného klíče linie postupně zanikaly. Časem zůstala jediná linie, zahrnující všechny matky, z nichž se v další generaci zrodilo celé současné lidstvo.
Je zajímavé, že nejen pro společného předka vychází datace mtDNA (Eva) přibližně 2x starší než pro Y DNA (Adam). Ale i v řádu jednotek tisíc let je mtDNA datování přibližně dvojnásobné než Y DNA (či podle jazykové analýzy). Nesrovnalost lze vysvětlit rychlejší generační výměnou po mateřské linii. Ani nyní není výjimečné, že mladý muž (cca 30 let) si bere 2x mladší dívku (cca 15 let) z "další" generace, jak to bývalo časté do starověku. Jako délku generace je pravděpodobně třeba brát 25 až 26 let pro mtDNA studie, 28 až 30 let pro autosomální DNA a 30 až 31 let pro Y DNA.

## Mylné představy
Mitochondriální Eva je aluzí na biblickou Evu. Nelze se však domnívat, že by byla ve své době jedinou žijící ženou. V takovém případě by bylo lidstvo na pokraji svého zániku kvůli extrémní redukci populace.
Nejenže tehdy žilo více žen, ale potomstvo těchto žen se mohlo dožít současnosti. Mohly totiž zanechat syny a dcery (a vnuky a vnučky atd.), jejichž geny se mohou nacházet v současné populaci. V té se však již nenachází jejich mitochondriální DNA.
Co odlišuje mitochondriální Evu (a její předky v mateřské linii) od jejích vrstevnic je čistota mateřské linie až po dnes žijící populaci. „Všechny“ ostatní tehdejší ženy mají v linii potomků nejméně jednoho muže. Protože se mitochondriální DNA přenáší pouze přes ženské potomstvo, všichni dnes žijící lidé mají mitochondriální DNA, kterou lze vystopovat zpět až k mitochondriální Evě.
Navíc lze dokázat, že některá z vrstevnic mitochondriální Evy nemá dnes žijící potomky, zatímco jiná je předkem všech dnes žijících lidí. Umístěním posledního společného předka do doby před 3 000 lety a následným vyhledáním jeho předků získáme samozřejmě též společné předky všech žijících lidí. Nakonec se dostaneme k bodu, kdy lze lidstvo rozdělit na dvě skupiny: ti co nezanechali žádné potomky, kteří by se dožili současnosti a ti, kdo jsou společnými předky všech dnes žijících lidí. Tento bod se nazývá bodem identických předků a klade se do doby před zhruba 5 000 až 15 000 lety. Ačkoliv se odhaduje, že mitochondriální Eva žila před více než statisícem let od bodu totožného předka, každá její vrstevnice buď nemá dnes žijící potomky nebo je předkem všech dnes žijících lidí.